# Uwe Fuchs
Uwe Fuchs (Kaiserslautern, 23 luglio 1966) è un allenatore di calcio ed ex calciatore tedesco, di ruolo attaccante.

## Palmarès

### Club

#### Competizioni nazionali
- Campionato tedesco di seconda divisione: 1

Homburg: 1985-1986